# イ・チャンドン
イ・チャンドン （이창동、1954年4月1日 - ） は、韓国の映画監督、脚本家、小説家、映画プロデューサー。

## 来歴
1954年4月1日、韓国慶尚北道大邱市(現･大邱広域市)で生まれる。1970年代後半から民主化運動の中心的存在として活動した。1980年に慶北大学校師範学部国語教育学科韓国文学部を卒業。その後、1981年から1987年まで教師生活を送っていた。また、1987年には小説『戦利』を発表。同作で東亜日報新春文芸賞を受賞した。
1993年に『그 섬에 가고 싶다』の脚本を執筆し、映画界に進出。1997年に長編『グリーンフィッシュ』で映画監督としてデビューした。1999年の『ペパーミント・キャンディー』は国内で一部の熱狂的なファンを生んだ。海外でも翌2000年の第53回カンヌ国際映画祭の監督週間部門に出品され、カルロヴィ・ヴァリ国際映画祭とブラチスラバ国際映画祭では審査員特別賞を受賞した。
2002年の『オアシス』は第59回ヴェネツィア国際映画祭のコンペティション部門に出品され、銀獅子賞 （監督賞）を受賞した。翌2003年には盧武鉉政権第1期内閣の文化観光部長官に就任。2004年にはレジオンドヌール勲章オフィシエ章を受賞。2007年の『シークレット・サンシャイン』は主演のチョン・ドヨンにカンヌ国際映画祭女優賞をもたらした。2010年の『ポエトリー アグネスの詩』は第63回カンヌ国際映画祭で脚本賞を受賞した。
8年間の沈黙の後、2018年に村上春樹の短編小説『納屋を焼く』を映画化した『バーニング 劇場版』を発表。第71回カンヌ国際映画祭では主要部門無冠に終わったものの、批評家の間ではカンヌ史上最高の評価を獲得し、アカデミー国際長編映画賞の韓国代表として史上初の最終選考入りを果たした。

## 作品

### 映画

#### 監督作品
- グリーンフィッシュ 초록 물고기（1997年）
- ペパーミント・キャンディー 박하사탕（1999年）
- オアシス 오아시스（2002年）
- シークレット・サンシャイン 밀양（2007年）
- ポエトリー アグネスの詩 시（2010年）
- バーニング 劇場版 버닝（2018年）
- Heartbeat 심장소리（短編、2022年）

#### 監督作品以外
- 그 섬에 가고 싶다（1993年） - 助監督、脚本
- 아름다운 청년 전태일（1995年） - 脚本
- 한국 영화의 르네상스（2005年） - 出演
- 情事 セカンド・ラブ 두 번째 사랑（2007年） - 製作
- 冬の小鳥 여행자（2009年） - 製作
- ファイ 悪魔に育てられた少年 화이 : 괴물을 삼킨 아이（2013年） - 製作
- 私の少女 도희야（2014年） - 製作
- 君の誕生日 생일（2019年） - 製作

### 小説
- 戦利 소지（1987年）
- 焼紙 녹천에는 똥이 많다（1992年）[注 1]
- 『鹿川（ノクチョン）は糞に塗（まみ）れて』（アストラハウス、2023年）[注 2]

## 受賞歴
- 1993年 東亜日報新春文芸賞 （『戦利』）
- 2000年 カルロヴィ・ヴァリ国際映画祭審査員特別賞 （『ペパーミント・キャンディー』）
- 2000年 ブラチスラバ国際映画祭審査員特別賞 （『ペパーミント・キャンディー』）
- 2000年 大鐘賞作品賞、監督賞 （『ペパーミント・キャンディー』）
- 2002年 第59回ヴェネツィア国際映画祭銀獅子賞 （監督賞）、国際映画批評家連盟賞、SIGNIS賞、全キリスト教会賞 （『オアシス』）
- 2004年 レジオンドヌール勲章オフィシエ章
- 2008年 第2回アジア・フィルム・アワード作品賞、監督賞 （『シークレット・サンシャイン』）
- 2010年 第63回カンヌ国際映画祭脚本賞 （『ポエトリー アグネスの詩』）
- 2010年 大鐘賞作品賞、脚本賞 （『ポエトリー アグネスの詩』）
- 2011年 フライブルク国際映画祭グランプリ、国際映画批評家連盟賞 （『ポエトリー アグネスの詩』）
- 2011年 第5回アジア・フィルム・アワード監督賞、脚本賞 （『ポエトリー アグネスの詩』）
- 2018年 第44回ロサンゼルス映画批評家協会賞外国語映画賞（『バーニング 劇場版』）[6]
- 2019年 第13回アジア・フィルム・アワード特別功労賞